# Gato-do-deserto
O gato-do-deserto (Felis margarita) é o menor membro  do género Felis, juntamente com o gato-bravo-de-patas-negras (Felis nigripes). Apenas alcança os 50 cm de comprimento (cabeça e corpo), mais 30 cm da cauda. Os maiores machos chegam aos 3.5 kg de peso.

## Descrição
Trata-se de um felino bem adaptado à vida em desertos arenosos do Oriente Médio como Sahara, Arábia, Irã, Afeganistão, Turcomenistão e Paquistão. Nas  zonas menos áridas destas regiões, convive com o gato-bravo (F. silvestris), aparentemente sem problemas. Não obstante, tem-se documentado o seu desaparecimento em alguns lugares devido o incremento de gatos domésticos assilvestrados.
A cabeça é larga, algo que o torna inconfundível em relação a outras espécies similares, e as orelhas também possuem dimensões apreciáveis. Isto melhora a sua audição e a perda de excesso de calor através delas (uma técnica comúm entre os pequenos mamíferos desérticos como a lebre-da-califórnia ou as raposas-do-deserto). A pelagem é de cor de areia, com poucas riscas mais escuras, que se encontram mais desenvolvidas na subespécie africana, F. m. margarita, e só são facilmente visíveis na parte alta das patas dianteiras. A ponta da cauda também possui coloração escura. Ao contrario de outros felinos, a planta dos pés está coberta totalmente de pelo a fim de as proteger em relação ao contacto com as ardentes areias do deserto.
Este animal apresenta hábitos preferencialmente crepusculares ou noturnos, passando as horas mais quentes do dia protegendo-se entre as rochas. Alimenta-se de roedores (gerbils, ratos), lebres, aves, serpentes (incluindo víboras venenosas), lagartos, aranhas e insectos. Por sua vez, sofrem predação de chacais e aves Strigiformes. A predação feita pelos Humanos tem o fim de comercializar as suas peles; também se vendem animais capturados como mascotes de forma ilegal. Não obstante, na atualidade, só a subespécie paquistanesa (F. m. scheffeli) está sujeita a algum tipo de ameaça, segundo a convenção CITES.

## Reprodução
Os gatos-do-deserto são fundamentalmente solitários, mas não territoriais. É comum que vários indivíduos frequentem os mesmos refúgios, ainda que nunca os compartilhem ao mesmo tempo. Durante a época de reprodução, que varia de uma região para outra, os machos atraem as fêmeas com uma espécie de latidos para incitá-las para a cópula.
Entre 59 e 63 dias depois do acasalamento, as fêmeas parem uma ninhada de uma a oito crias, normalmente quatro ou cinco. Apresentam um crescimento rápido e aos 6-8 meses de idade já são independentes, ainda que só atinjam a maturidade sexual por volta do primeiro ano de idade. Ignora-se a sua esperança de vida em liberdade, ainda que em cativeiro possam chegar aos treze anos.

## Conservação
A caça deste gato é proibida na Argélia, Irã, Israel, Cazaquistão, a Mauritânia, Niger, Paquistão e Tunísia.
Sem proteção legal é oferecido pelo Egito, Mali, Marrocos, Omã, Arábia Saudita, ou Emirados Árabes Unidos.
Gatos-do-deserto em cativeiro são altamente sensíveis a doenças respiratórias e infecção do trato respiratório superior é a principal causa de morte em adultos. A doença mais comum é a rinotraqueíte infecciosa. Com o gato-do-deserto sendo muito suscetível a infecções respiratórias têm que ser mantidos em recintos muito árida onde a umidade e a temperatura não oscile.
A partir de 20 de janeiro de 2010, há 26 gatos-do-deserto em cativeiro nos Estados Unidos.  Em maio de 2010, o Al Ain Wildlife Park & Resort (AWPR) anunciou o primeiro nascimento de dois gatinhos depois de uma fecundação en vitro e procedimento de transferência de embriões em suas instalações.
A extirpação do gato-do-deserto de Israel, juntamente com o fato de que o gato está ameaçada durante todo sua escala - levou o Zoo de Jerusalém a começar um projeto de reintrodução da espécie. Um gabinete de aclimatação foi construído, utilizando o dinheiro do Zoo do Prof Shulov Fundo para o Estudo de animais em cativeiro, no Kibbutz Reserve Lotã pássaro no deserto de Arava . Após a construção do recinto, os primeiros indivíduos foram transferidos para a aclimatação, e pouco depois foram soltos na natureza. O monitoramento destes gatos após a sua libertação foi conduzida pela equipe Ecologia Criativa no Kibutz Lotan, e por Israel Natureza e Parques Nacionais Proteção Authority (INNPPA) rangers. O programa de reintrodução foi considerado falho, como os animais não sobreviveram.

## Subespécies
- Felis margarita margarita - Gato do deserto do Norte da África.
- sinônimos:
- Felis margarita marginata - Gray, 1867.
- Felis margarita magaritae - Trouessart, 1897.
- Felis margarita marguerittei - Trouessart, 1905.
- Felis margarita airensis - Gato do deserto do Niger.
- Felis margarita harrisoni - Gato do deserto da península arábica.
- Felis margarita meinertzhageni - Gato do deserto do Sahara.
- Felis margarita scheffeli - Gato do deserto do Paquistão.
- Felis margarita thinobia - Gato do deserto dos arredores do Mar Cáspio.